# Sindrome del naso vuoto

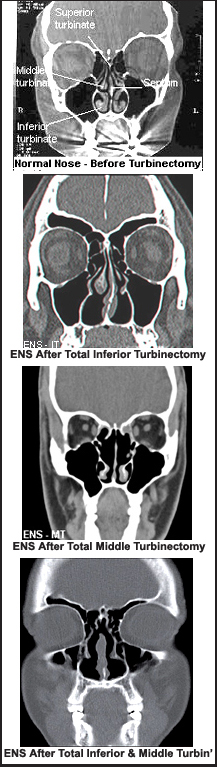
l'immagine a scansione TC illustra differenti tipi di anomalie nasali seguenti interventi di turbinectomia.

Con il termine di  sindrome del naso vuoto  si intendono quell'insieme di manifestazioni che risultano dalla distruzione del tessuto nasale, spesso dovuto ad interventi chirurgici.

## Epidemiologia
La sindrome è di carattere raro.

## Sintomatologia
I due sintomi principali sono:
- secchezza cronica della mucosa nasale che frequentemente conduce ad infiammazione e dolore. L'infiammazione cronica può altresì causare l'atrofia di aree della mucosa; è per questo motivo che taluni studi si riferiscono a questa condizione clinica definendola "rinite secondaria atrofica".

- ostruzione paradossa, ovvero una costante e fastidiosa sensazione di soffocamento generata dallo scarso feedback della mucosa nasale; tale fenomeno è probabilmente dovuto alla distruzione delle terminazioni nervose del Trigemino presenti nella mucosa, o ad una loro scarsa reattività dovuta alla trasformazione metaplasica della mucosa, o, più semplicemente, a causa della perdita della normale aerodinamica nasale successiva a turbinectomia. Quindi, l'insufficiente flusso d'aria attraverso le cavità nasali è interpretato dal Sistema Nervoso Centrale come sensazione di soffocamento.

La natura cronica dei sintomi ha un  impatto significativo sulla qualità della vita del paziente in quanto comporta difficoltà di concentrazione, ansietà e depressione.

## Eziologia
Si tratta di una sindrome conseguente ad interventi chirurgici, specialmente dovuti alla resezione dei turbinati medi o inferiori del naso.

## Terapia
La terapia consiste nella somministrazione di steroidi e antistaminici, nei casi più gravi si ricorre al trattamento di ricostruzione chirurgica.